# 필리파 어크하트
필리파 어크하트(Philippa Urquhart, 1953년 1월 1일 ~ )는 영국의 배우, 영화배우이다.
아바단에서 태어났다.

## 영화
- 칠드런 오브 맨 (2006년)
- 닥터스 (2000년)
- 이스트엔더스 (1985년)
- 더 빌 (1984년)
- 래프터 인 더 다크 (1969년)